# Skołoszów

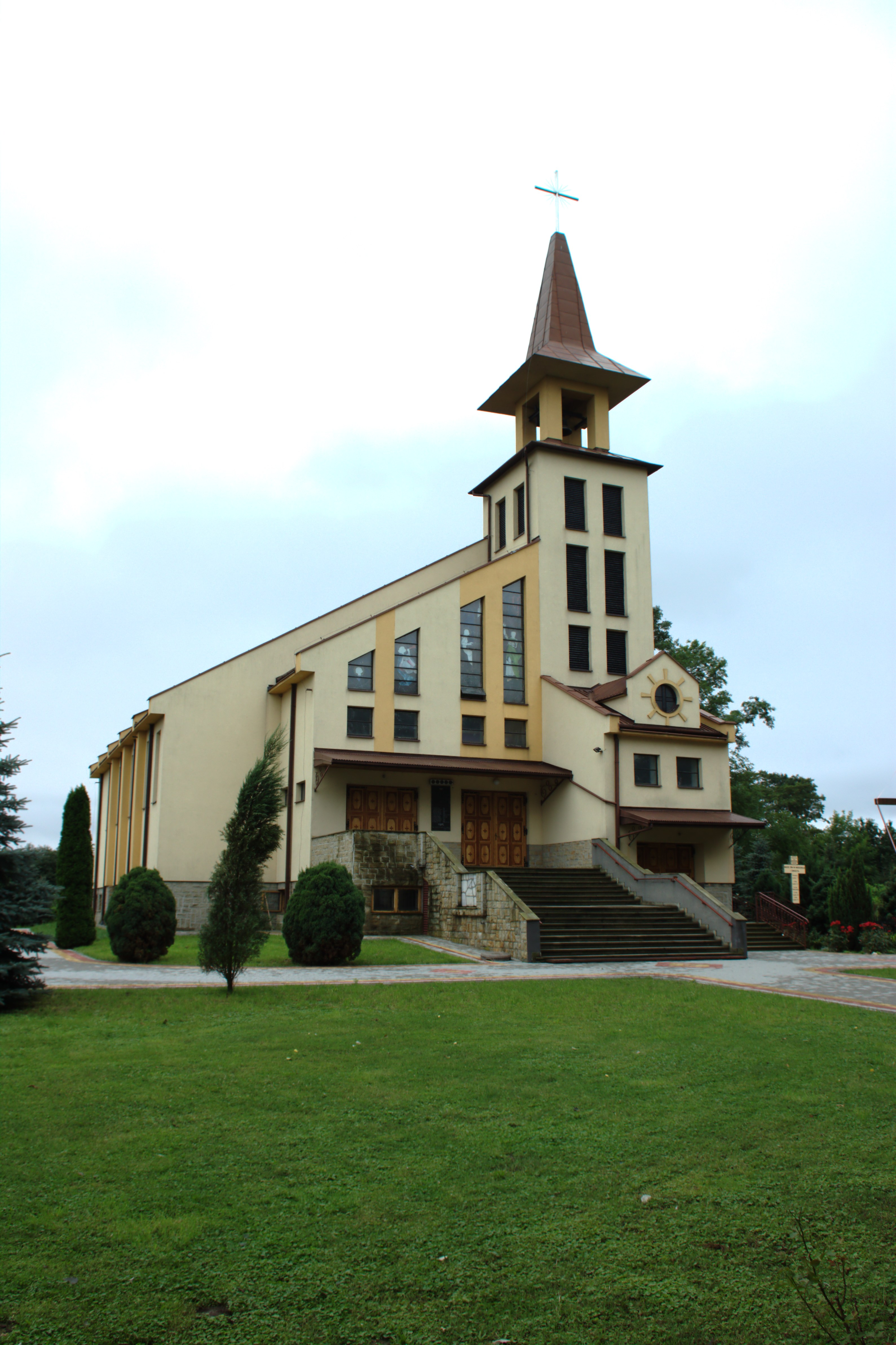
Kościół parafialny. Pomiędzy drzwiami wejściowymi dwie tablice poświęcone pamięci skołoszowian poległych za Polskę

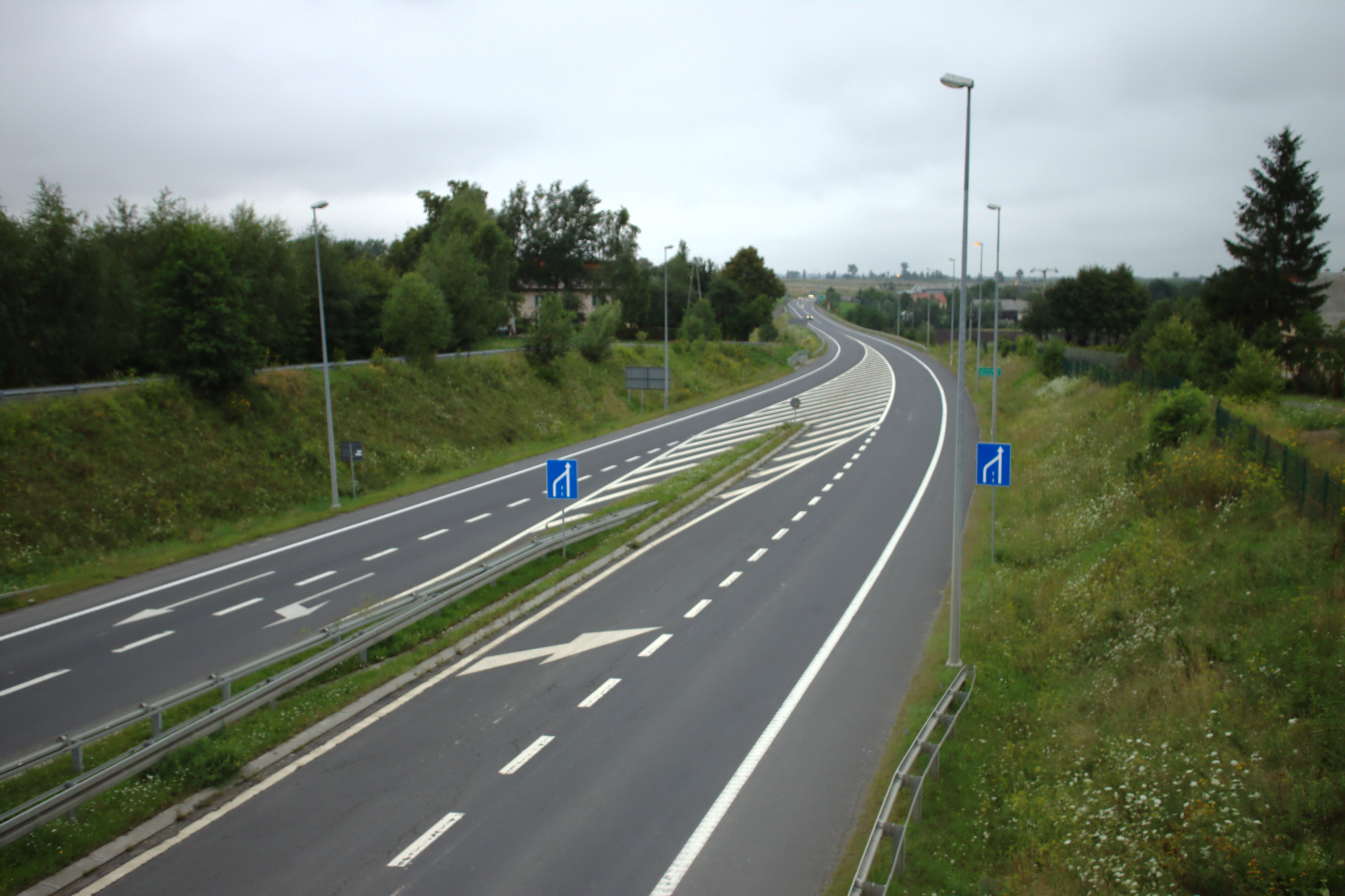
Obwodnica Radymna. Po lewej stronie znajdowały się zabudowania skołoszowskiego folwarku

Skołoszów – wieś w Polsce położona w województwie podkarpackim, w powiecie jarosławskim, w gminie Radymno.
Od 23 grudnia 1920 do 18 sierpnia 1945 znajdowała się na terenie województwa lwowskiego. W latach 1945–1974 wchodziła w skład woj. rzeszowskiego. Po zmianie podziału administracyjnego kraju w latach 1975–1998 wieś należała do woj. przemyskiego.

## Części wsi
| SIMC    | Nazwa           | Rodzaj    |
| ------- | --------------- | --------- |
| 0609853 | Drugie Błonie   | część wsi |
| 0609860 | Górki           | część wsi |
| 0609876 | Pierwsze Błonie | część wsi |
| 0609882 | Wójtostwo       | część wsi |

## Położenie
Skołoszów położony jest w południowo-wschodniej Polsce, na pograniczu Doliny Dolnego Sanu i Podgórza Rzeszowskiego, nad Radą (lewym dopływem Sanu). Leży na dawnym handlowym i strategicznym szlaku komunikacyjnym wiodącym z południa na północ wzdłuż Sanu i z zachodu na wschód od Krakowa przez Przemyśl do Lwowa. Wieś usytuowana jest na lessowym płaskowyżu. Urodzajna lessowa gleba uformowana jest w faliste wzgórza.

## Pochodzenie nazwy
Nazwa samego Skołoszowa wywodzi się od wyrazów skole – nazwa doliny przy rzece Radzie, oraz szów – wzgórze po drugiej stronie rzeki. Osada na terenie Skołoszowa przypuszczalnie bezimienna istniała w II–III w. Zostało to stwierdzone dzięki przypadkowemu odkryciu w 1958 dość dużej osady. Znaleziono tam pewną liczbę jam mieszkalnych z resztkami palenisk, ceramiki, kości zwierzęcych, sprzętów domowych. Zachowało się kilka wiadomości dotyczących śladów miejscowego kultu w postaci kamiennych prymitywnie wykonanych, starodawnych posągów. Jakkolwiek by były początki Skołoszowa, to nie ulega wątpliwości, że w połowie XIV w. trzeba było zakładać go na nowo.

## Historia
W 1393 roku pojawiła się bardzo szybko rozrastająca wieś zwana Skołosinem, a później Skołoszowem. Wieś tę otrzymał Jan Biały od biskupa przemyskiego za udział w bitwach i wykazaniem się bohaterstwem w wojnach.
W 1432 przywilejem biskupa przemyskiego Janusza z Lubienia została założona parafia rzymskokatolicka pw. św. Mikołaja.
W XV w. został Skołoszów przedmieściem Radymna. Na gruntach skołoszowskich powstał dwór biskupi, który miał bronić miasto przed napadami. Skołoszowianie pracowali na pańszczyźnie u biskupów przemyskich przez 4 dni w tygodniu.
W marcu 1656 król szwedzki, ciągnąc na Przemyśl, zajął Skołoszów. Był tu przez 3 dni, gdy w tym czasie Szwedzi rabowali Radymno i jego przedmieście. W następnych latach zdarzały się także napady Kozaków i Węgrów. Po długich latach ludność dźwigała się z klęsk i nieszczęść.
Następował coraz większy napływ ludności żydowskiej do Skołoszowa i Radymna. W II połowie XVIII w. ludność skołoszowską nawiedzały zarazy, tak że ludność została zdziesiątkowana.
Okres zaborów austriackich w dziejach Skołoszowa rozpoczął się w lipcu 1772. W II połowie XIX w. zaczęły się wielkie zmiany, których nie doceniano, m.in. regulacja Sanu, budowa traktu cesarskiego, a także przeprowadzenie w 1860 linii kolejowej przez Skołoszów. Niewielką stację, która przez krótki czas była stacją końcową tej linii, nazwano jednak Radymno.
W 1860 Wincenty Pol, na zaproszenie biskupa Adama Jasińskiego, wykorzystując swoje uzdolnienia konserwatorsko-malarskie, sporządził plan restauracji barokowej polichromii w kaplicy Drohojowskich w katedrze przemyskiej, wiernie zachowując pierwotne dzieło malarza lwowskiego Stanisława Stroińskiego. Od września tegoż roku kierował pracami konserwatorskimi. Początkowo mieszkał w Przemyślu u swojej siostry Ewy Wiktorii Longchamps de Bérier, a w listopadzie 1860 przeniósł się do folwarku w Skołoszowie (dziś przy obwodnicy Radymna). Tutaj, w zaciszu skołoszowskiego folwarku, Pol finalizował prace nad poematem historycznym pt.: „Pacholę hetmańskie” (wyd. 1862), pisanym „ku pokrzepieniu serc”, oraz rozpoczął prace nad poematem „Pieśń o domu naszym” (wyd. 1866), zawierającym  przesłanie pielęgnowania tradycji, kultywowania obyczajów i ludowych rytów, utrwalania pamięci o przodkach i wielkich bohaterach narodowych oraz przywoływania ojczystej przeszłości. Przenosiny do Skołoszowa zbiegły się z momentem przedłużenia kolei Karola Ludwika od Przeworska do Przemyśla. Pol wtedy wielokrotnie i w obie strony jeździł koleją na trasie Przemyśl – Radymno. W marcu 1862, po opuszczeniu na stałe Skołoszowa, przebył pociągiem trasę z Przemyśla do Lwowa, gdzie zastał go wybuch powstania styczniowego.
W 1908 została założona miejscowa Drużyna Bartoszowa, która po wybuchu I wojny  światowej skierowała swoich członków do Legionu Wschodniego. Jej naczelnikiem był Michał Jaromij.
Podczas I wojny światowej jesienią 1914 został zajęty przez Rosjan, a odbity przez wojska austro-węgierskie i niemieckie w maju 1915 po bitwie pod Radymnem, rozgrywanej na polach Skołoszowa.
Po kryzysie przysięgowym w Legionach Polskich i dyslokowaniu pod koniec sierpnia i na początku września 1917 Polskiego Korpusu Posiłkowego w rejon Przemyśl–Żurawica–Radymno, w skołoszowskim folwarku stacjonował II dywizjon armat 1 Pułku Artylerii (sztab pułku znajdował się w radymniańskim ratuszu).
Po I wojnie światowej zniszczony Skołoszów zaczął się rozbudowywać, zwiększyła się liczba mieszkańców.
W 1930 rozporządzeniem Rady Ministrów dokonano zmian granic wsi Skołoszów. Przyłączono wówczas do miasta Radymna znaczną część wsi położoną pomiędzy dotychczasową linią graniczną Skołoszów – Radymno a torem kolejowym wraz z przysiółkiem Zagrody oraz torem kolejowym i stacją kolejową.
W latach 1921–1978 funkcjonował dom ludowy, w którym organizowano działalność kulturalną i teatralną, a także miała czasowo siedzibę biblioteka, przebudowany w 1991 na tymczasową kaplicę, a później rozebrany. Istniało także Koło Gospodyń Wiejskich w latach 1925–1980.
10 września 1939 wkroczyły do Skołoszowa pododdziały niemieckiej 4 Dywizji Lekkiej. Kompania z batalionu kpt. Józefa Matheisa, broniąc Radymna, była złożona w dużej części ze skołoszowskich mężczyzn, starała się atakować wojska niemieckie, jednak artyleria niemiecka była silniejsza. 24 lipca 1944 roku 44 Gwardyjska Brygada Pancerna płk. Iosifa I. Gusakovskiego z 11 Korpusu Pancernego Gwardii Armii Czerwonej, po sforsowaniu Sanu pod Świętem, opanowała najpierw Wójtostwo, a następnie Błonie I i Błonie II oraz Górki.
W latach 1945–1946 wysiedlono ze Skołoszowa 326 osób narodowości ukraińskiej do obwodów: tarnopolskiego, wołyńskiego i lwowskiego.

## Współczesność
W 1946 został założony Ludowy Zespół Sportowy, przemianowany później na Ludowy Klub Sportowy. Główną dyscypliną sportową była i jest piłka nożna. Obecnie klub, z własnym stadionem i krytą trybuną, znajduje się w V lidze.
W latach 1949–1952 na działce przekazanej przez Jana Przedrzymirskiego został wybudowany nowy budynek szkoły powszechnej, rozbudowany później o jedno skrzydło z salą gimnastyczną. Obecnie w budynku tym znajduje się szkoła podstawowa. 6 grudnia 2011 oddano do użytku również wybudowaną przy budynku szkolnym halę sportową.
Od 1 marca 1953 do 1956 funkcjonowała Spółdzielnia Produkcyjna, której przewodniczącym był Roman Jaromi, a od 21 grudnia 1954 – Piotr Maziarz.
W latach 1973–1974 miejscowość była siedzibą gminy Skołoszów. Naczelnikiem gminy był Tadeusz Kasprzak, a sekretarzem – Edward Haliniak. Na przełomie lat 70. i 80. mieszkańcy Skołoszowa i okolic mieli możliwość zatrudnienia się blisko miejsca zamieszkania, ponieważ w sąsiedniej miejscowości, Radymnie, kwitł przemysł. Skołoszów jest dużą wsią, która w miarę swoich możliwości rozwija się.
3 marca 1981 rozpoczęło działalność koło Niezależnego Samorządnego Związku Zawodowego Rolników Indywidualnych „Solidarność”. W inauguracyjnym, założycielskim zebraniu uczestniczyło 147 osób. Przewodniczącym Zarządu został Franciszek Jaromi, jego zastępcą – Leon Czekierda, sekretarzem – Edward Haliniak, a skarbnikiem – Stanisław Michalewski.
Parafia rzymskokatolicka Miłosierdzia Bożego powstała w 1991. Została erygowana przy tymczasowej kaplicy znajdującej się w budynku byłego Domu Ludowego. Murowany kościół parafialny pw. Miłosierdzia Bożego został wybudowany według projektu arch. Józefa Olecha i inż. Stanisława Bodziaka. Kościół został poświęcony przez arcybiskupa Józefa Michalika w 1994. Parafia należy do dekanatu Radymno w archidiecezji przemyskiej.
Od 1996 w Skołoszowie ma swą siedzibę Zakład Gospodarki Komunalnej Gminy Radymno z/s w Skołoszowie – zakład budżetowy powołany do życia uchwałą Rady Gminy Radymno, mający obsługiwać mieszkańców gminy Radymno.
W 2001 oddano do użytku obwodnicę Radymna, która przebiega przez ziemie skołoszowskie, a w 2013 – odcinek autostrady A4.
W latach 2010–2011 wybudowano we wsi wodociąg.
W dniu 20 listopada 2022 Szkole Podstawowej w Skołoszowie nadano imię Ignacego Jana Paderewskiego.

## Skołoszowskie ulice
- Bracka,
- Dolna,
- Dworska,
- Floriańska,
- Franciszkańska,
- Jana Pawła II,
- Karmelicka,
- Kolejowa,
- Hugona Kołłątaja,
- Janusza Korczaka,
- Królowej Jadwigi,
- Łowiecka,
- Nadbrzeżna,
- Ogrodowa,
- Piłsudskiego,
- Podmiejska,
- Pogodna,
- Pruchnicka,
- Przemyska,
- Przy Torze,
- Sportowa,
- Strażacka,
- Słoneczna,
- Świętojańska,
- 3 Maja,
- Wiosenna.

## Znani skołoszowianie
- Mieczysław Jerzy Gamski
- Bruno Stanisław Gruszka
- Sylwester Gruszka
- Stanisław Jaromi
- Zbigniew Moszumański
- Wojciech Szczepaniak
- por. rez. Tadeusz Oćwieja. radaopwim.gov.pl. [zarchiwizowane z tego adresu (2016-04-04)]. z 20 pp w Krakowie – zamordowany w Charkowie w 1940.